# Unorthodox Jukebox
Unorthodox Jukebox là album phòng thu thứ hai của ca sĩ kiêm sáng tác nhạc người Mỹ Bruno Mars, phát hành ngày 7 tháng 12 năm 2012 bởi Atlantic Records. Sau khi kết thúc chuyến lưu diễn The Doo-Wops & Hooligans Tour, Mars thực hiện album tiếp theo với mong muốn thể hiện nhiều khía cạnh cá nhân và sự tự do của bản thân, sau khi phải chịu nhiều sự kiểm soát từ hãng đĩa đối với đĩa nhạc đầu tay Doo-Wops & Hooligans (2010). Nhóm viết nhạc và sản xuất của nam ca sĩ The Smeezingtons đảm nhận khâu sáng tác cho toàn bộ album và làm việc với một số cộng tác viên trước đây như Jeff Bhasker và Supa Dups, đồng thời kết hợp lần đầu với một số nhà sản xuất mới, bao gồm Mark Ronson và Emile Haynie. Unorthodox Jukebox là sự kết hợp giữa nhiều phong cách âm nhạc khác nhau như R&B, pop, reggae, rock, disco, funk và nhạc soul, trong đó nội dung ca từ đề cập đến chủ đề về những mối quan hệ, tình dục và nỗi đau khổ, nhưng với phần lời mang hơi hướng thẳng thắn hơn những bản nhạc đầu tay của anh.
Sau khi phát hành, Unorthodox Jukebox đa phần nhận được những phản ứng tích cực từ các nhà phê bình âm nhạc, trong đó họ đánh giá cao tổng thể mạch lạc và tiềm năng thương mại lớn của album, mặc dù số khác cảm thấy rằng ca từ thiếu chiều sâu. Đĩa nhạc còn chiến thắng tại giải Juno năm 2014 cho Album quốc tế của năm và nhận được bốn đề cử giải Grammy tại lễ trao giải thường niên lần thứ 56, sau đó chiến thắng hạng mục Album giọng pop xuất sắc nhất. Unorthodox Jukebox cũng gặt hái những thành công lớn về mặt thương mại, đứng đầu các bảng xếp hạng tại Úc, Canada, Mexico và Vương quốc Anh, đồng thời lọt vào top 10 ở nhiều quốc gia khác, bao gồm vươn đến top 5 ở những thị trường lớn như Áo, Bỉ, Hà Lan, Pháp, Đức, Ireland, Nhật Bản, New Zealand và Hàn Quốc. Album ra mắt ở vị trí thứ hai trên bảng xếp hạng Billboard 200 tại Hoa Kỳ với 192,000 bản và sau đó vươn đến vị trí số một, trở thành album quán quân đầu tiên của Mars tại đây. Tính đến nay, đĩa nhạc đã bán được hơn chín triệu bản trên toàn cầu.
Năm đĩa đơn đã được phát hành từ Unorthodox Jukebox. Hai đĩa đơn đầu tiên "Locked Out of Heaven" và "When I Was Your Man" lọt vào top 10 ở nhiều quốc gia, đồng thời đạt vị trí số một trên bảng xếp hạng Billboard Hot 100 tại Hoa Kỳ và nhận được đề cử giải Grammy cho Thu âm của năm, Bài hát của năm ("Locked Out of Heaven") và Trình diễn đơn ca pop xuất sắc nhất ("When I Was Your Man"). Đĩa đơn tiếp theo "Treasure" cũng tiếp nối những thành công về mặt thương mại, trong khi "Gorilla" và "Young Girls" chỉ vươn đến top 40 ở một số thị trường. Ngoài ra, "Moonshine" cũng được phát hành dưới dạng đĩa đơn quảng bá. Để quảng bá album, Mars trình diễn trên nhiều chương trình truyền hình và lễ trao giải lớn, như Jimmy Kimmel Live!, Saturday Night Live, The Voice, giải Grammy lần thứ 55, giải thưởng Âm nhạc Billboard năm 2013 và giải Video âm nhạc của MTV năm 2013, cũng như thực hiện chuyến lưu diễn The Moonshine Jungle Tour (2013–2014) với 144 đêm diễn và đi qua bốn châu lục.

## Danh sách bài hát
Thành phần thực hiện được trích từ ghi chú của Unorthodox Jukebox.
| Unorthodox Jukebox – Phiên bản tiêu chuẩn | Unorthodox Jukebox – Phiên bản tiêu chuẩn | Unorthodox Jukebox – Phiên bản tiêu chuẩn                                 | Unorthodox Jukebox – Phiên bản tiêu chuẩn     | Unorthodox Jukebox – Phiên bản tiêu chuẩn |
| STT                                       | Nhan đề                                   | Sáng tác                                                                  | Sản xuất                                      | Thời lượng                                |
| ----------------------------------------- | ----------------------------------------- | ------------------------------------------------------------------------- | --------------------------------------------- | ----------------------------------------- |
| 1.                                        | "Young Girls"                             | Bruno Mars Philip Lawrence Ari Levine Jeff Bhasker Emile Haynie Mac Davis | The Smeezingtons Bhasker Haynie               | 3:49                                      |
| 2.                                        | "Locked Out of Heaven"                    | Mars Lawrence Levine                                                      | The Smeezingtons Bhasker Haynie Mark Ronson   | 3:53                                      |
| 3.                                        | "Gorilla"                                 | Mars Lawrence Levine                                                      | The Smeezingtons Bhasker Haynie Ronson        | 4:04                                      |
| 4.                                        | "Treasure"                                | Mars Lawrence Levine Phredley Brown Thibaut Berland Christopher Khan      | The Smeezingtons                              | 2:58                                      |
| 5.                                        | "Moonshine"                               | Mars Lawrence Levine Andrew Wyatt Bhasker Ronson                          | The Smeezingtons Bhasker Ronson               | 3:48                                      |
| 6.                                        | "When I Was Your Man"                     | Mars Lawrence Levine Wyatt                                                | The Smeezingtons                              | 3:33                                      |
| 7.                                        | "Natalie"                                 | Mars Lawrence Levine Benjamin Levin Paul Epworth                          | The Smeezingtons Benny Blanco [a] Epworth [a] | 3:45                                      |
| 8.                                        | "Show Me"                                 | Mars Lawrence Levine Dwayne Chin-Quee Mitchum Chin                        | The Smeezingtons Dwayne "Supa Dups" Chin-Quee | 3:27                                      |
| 9.                                        | "Money Make Her Smile"                    | Mars Lawrence Levine Christopher "Brody" Brown                            | The Smeezingtons Diplo [a]                    | 3:23                                      |
| 10.                                       | "If I Knew"                               | Mars Lawrence Levine                                                      | The Smeezingtons                              | 2:12                                      |
| Tổng thời lượng:                          | Tổng thời lượng:                          | Tổng thời lượng:                                                          | Tổng thời lượng:                              | 32:51                                     |

| Unorthodox Jukebox – Phiên bản cao cấp và tại Target (bản nhạc bổ sung) | Unorthodox Jukebox – Phiên bản cao cấp và tại Target (bản nhạc bổ sung) | Unorthodox Jukebox – Phiên bản cao cấp và tại Target (bản nhạc bổ sung) | Unorthodox Jukebox – Phiên bản cao cấp và tại Target (bản nhạc bổ sung) | Unorthodox Jukebox – Phiên bản cao cấp và tại Target (bản nhạc bổ sung) |
| STT                                                                     | Nhan đề                                                                 | Sáng tác                                                                | Sản xuất                                                                | Thời lượng                                                              |
| ----------------------------------------------------------------------- | ----------------------------------------------------------------------- | ----------------------------------------------------------------------- | ----------------------------------------------------------------------- | ----------------------------------------------------------------------- |
| 11.                                                                     | "Old & Crazy" (hợp tác với Esperanza Spalding)                          | Mars Bhasker                                                            | The Smeezingtons Bhasker Haynie [a]                                     | 1:54                                                                    |
| 12.                                                                     | "Young Girls" (Demo)                                                    | Mars Lawrence Levine Bhasker Haynie                                     |                                                                         | 3:38                                                                    |
| 13.                                                                     | "Gorilla" (Demo)                                                        | Mars Lawrence Levine                                                    |                                                                         | 3:42                                                                    |
| 14.                                                                     | "Moonshine" (The Futuristics Remix)                                     | Mars Lawrence Levine Bhasker Wyatt Ronson                               | The Futuristics                                                         | 3:42                                                                    |
| 15.                                                                     | "Locked Out of Heaven" (Major Lazer Remix)                              | Mars Lawrence Levine                                                    | Major Lazer Junior Blender [a]                                          | 4:04                                                                    |
| Tổng thời lượng:                                                        | Tổng thời lượng:                                                        | Tổng thời lượng:                                                        | Tổng thời lượng:                                                        | 48:32                                                                   |

| Unorthodox Jukebox – Phiên bản Premium giới hạn tại Nhật Bản (bản nhạc bổ sung) | Unorthodox Jukebox – Phiên bản Premium giới hạn tại Nhật Bản (bản nhạc bổ sung) | Unorthodox Jukebox – Phiên bản Premium giới hạn tại Nhật Bản (bản nhạc bổ sung) | Unorthodox Jukebox – Phiên bản Premium giới hạn tại Nhật Bản (bản nhạc bổ sung) |
| STT                                                                             | Nhan đề                                                                         | Đạo diễn                                                                        | Thời lượng                                                                      |
| ------------------------------------------------------------------------------- | ------------------------------------------------------------------------------- | ------------------------------------------------------------------------------- | ------------------------------------------------------------------------------- |
| 1.                                                                              | "Locked Out of Heaven" (video ca nhạc)                                          | Mars Cameron Duddy                                                              | 3:55                                                                            |
| 2.                                                                              | "When I Was Your Man" (video ca nhạc)                                           | Mars Duddy                                                                      | 3:54                                                                            |
| 3.                                                                              | "Treasure" (video ca nhạc)                                                      | Mars Duddy                                                                      | 3:11                                                                            |

Ghi chú
- ^[a]  nghĩa là đồng sản xuất

Ghi chú nhạc mẫu
- "Old & Crazy" chứa một số yếu tố từ "Japanese Sandman", thể hiện bởi Django Reinhardt và sáng tác bởi Richard A. Whiting.[1]

## Xếp hạng
| Bảng xếp hạng (2012–2014)                | Vị trí cao nhất |
| ---------------------------------------- | --------------- |
| Album Argentina (CAPIF)                  | 8               |
| Album Úc (ARIA)                          | 1               |
| Album Áo (Ö3 Austria)                    | 4               |
| Album Bỉ (Ultratop Vlaanderen)           | 4               |
| Album Bỉ (Ultratop Wallonie)             | 4               |
| Album Canada (Billboard)                 | 1               |
| Album Quốc tế Croatia (HDU)              | 35              |
| Album Cộng hòa Séc (ČNS IFPI)            | 21              |
| Album Đan Mạch (Hitlisten)               | 6               |
| Album Hà Lan (Album Top 100)             | 4               |
| Album Phần Lan (Suomen virallinen lista) | 28              |
| Album Pháp (SNEP)                        | 4               |
| Album Đức (Offizielle Top 100)           | 4               |
| Album Hungaria (MAHASZ)                  | 1               |
| Album Ireland (IRMA)                     | 3               |
| Album Ý (FIMI)                           | 20              |
| Album Nhật Bản (Oricon)                  | 5               |
| Album México (Top 100 Mexico)            | 1               |
| Album New Zealand (RMNZ)                 | 2               |
| Album Na Uy (VG-lista)                   | 9               |
| Album Ba Lan (ZPAV)                      | 42              |
| Album Bồ Đào Nha (AFP)                   | 6               |
| Album Scotland (OCC)                     | 7               |
| Album Nam Phi (RiSA)                     | 14              |
| Album Hàn Quốc (Circle)                  | 2               |
| Album Hàn Quốc Quốc tế (Circle)          | 1               |
| Album Tây Ban Nha (PROMUSICAE)           | 9               |
| Album Thụy Điển (Sverigetopplistan)      | 11              |
| Album Thụy Sĩ (Schweizer Hitparade)      | 1               |
| Album Anh Quốc (OCC)                     | 1               |
| Album Hoa Kỳ Billboard 200               | 1               |

| Bảng xếp hạng (2010–2019) | Vị trí |
| ------------------------- | ------ |
| Album Úc (ARIA)           | 20     |
| Album Anh Quốc (OCC)      | 44     |
| Hoa Kỳ Billboard 200      | 15     |

| Bảng xếp hạng        | Vị trí |
| -------------------- | ------ |
| Hoa Kỳ Billboard 200 | 55     |

| Bảng xếp hạng (2012)            | Vị trí |
| ------------------------------- | ------ |
| Album Úc (ARIA)                 | 38     |
| Album Đan Mạch (Hitlisten)      | 58     |
| Album Hungaria (MAHASZ)         | 45     |
| Album Pháp (SNEP)               | 61     |
| Album Hàn Quốc Quốc tế (Circle) | 28     |
| Album Anh Quốc (OCC)            | 24     |

| Bảng xếp hạng (2013)                | Vị trí |
| ----------------------------------- | ------ |
| Album Argentina (CAPIF)             | 28     |
| Album Úc (ARIA)                     | 3      |
| Album Áo (Ö3 Austria)               | 44     |
| Album Bỉ (Ultratop Flanders)        | 5      |
| Album Bỉ (Ultratop Wallonia)        | 8      |
| Album Canada (Billboard)            | 4      |
| Album Đan Mạch (Hitlisten)          | 29     |
| Album Hà Lan (Album Top 100)        | 19     |
| Album Pháp (SNEP)                   | 5      |
| Album Đức (Offizielle Top 100)      | 64     |
| Album Hungaria (MAHASZ)             | 24     |
| Album Ireland (IRMA)                | 10     |
| Album Nhật Bản (Oricon)             | 27     |
| Album México (Top 100 Mexico)       | 7      |
| Album New Zealand (RMNZ)            | 3      |
| Album Hàn Quốc Quốc tế (Circle)     | 18     |
| Album Tây Ban Nha (PROMUSICAE)      | 20     |
| Album Thụy Sĩ (Schweizer Hitparade) | 8      |
| Album Thụy Điển (Sverigetopplistan) | 59     |
| Album Anh Quốc (OCC)                | 6      |
| Hoa Kỳ Billboard 200                | 4      |
| Bảng xếp hạng (2014)                | Vị trí |
| Album Úc (ARIA)                     | 57     |
| Album Canada (Billboard)            | 50     |
| Album Pháp (SNEP)                   | 43     |
| Album México (Top 100 Mexico)       | 9      |
| Album New Zealand (RMNZ)            | 13     |
| Album Tây Ban Nha (PROMUSICAE)      | 47     |
| Album Thụy Điển (Sverigetopplistan) | 38     |
| Album Anh Quốc (OCC)                | 76     |
| Hoa Kỳ Billboard 200                | 29     |
| Bảng xếp hạng (2015)                | Vị trí |
| Album México (Top 100 Mexico)       | 63     |
| Album Thụy Điển (Sverigetopplistan) | 80     |
| Hoa Kỳ Billboard 200                | 129    |
| Bảng xếp hạng (2016)                | Vị trí |
| Album Đan Mạch (Hitlisten)          | 94     |
| Album Thụy Điển (Sverigetopplistan) | 84     |
| Bảng xếp hạng (2017)                | Vị trí |
| Hoa Kỳ Billboard 200                | 148    |
| Bảng xếp hạng (2021)                | Vị trí |
| Album Iceland (Tónlistinn)          | 87     |
| Bảng xếp hạng (2022)                | Vị trí |
| Album Đan Mạch (Hitlisten)          | 91     |
| Album Hà Lan (Album Top 100)        | 69     |
| Album Iceland (Tónlistinn)          | 56     |
| Bảng xếp hạng (2023)                | Vị trí |
| Album Đan Mạch (Hitlisten)          | 100    |
| Album Hà Lan (Album Top 100)        | 62     |
| Album Iceland (Tónlistinn)          | 61     |
| Album Thụy Điển (Sverigetopplistan) | 88     |
| Bảng xếp hạng (2024)                | Vị trí |
| Album Đan Mạch (Hitlisten)          | 97     |
| Album Hà Lan (Album Top 100)        | 63     |
| Album Iceland (Tónlistinn)          | 75     |

## Chứng nhận
| Quốc gia | Chứng nhận       | Số đơn vị/doanh số chứng nhận |
| --- | ---------------- | ----------------------------- |
| Úc (ARIA) | 3× Bạch kim      | 210.000^                      |
| Áo (IFPI Áo) | Vàng             | 10.000*                       |
| Bỉ (BEA) | Vàng             | 15.000*                       |
| Brasil (Pro-Música Brasil) | Bạch kim         | 40.000*                       |
| Canada (Music Canada) | 3× Bạch kim      | 240.000^                      |
| Đan Mạch (IFPI Đan Mạch) | 3× Bạch kim      | 60.000‡                       |
| Pháp (SNEP) | Kim cương        | 500.000*                      |
| Đức (BVMI) | Bạch kim         | 300.000^                      |
| Hungary (Mahasz) | Bạch kim         | 6.000^                        |
| Ireland (IRMA) | 2× Bạch kim      | 30.000^                       |
| Ý (FIMI) | Bạch kim         | 50.000‡                       |
| Nhật Bản (RIAJ) | Bạch kim         | 250.000^                      |
| México (AMPROFON) | 2× Bạch kim+Vàng | 150.000^                      |
| New Zealand (RMNZ) | 7× Bạch kim      | 105.000^                      |
| Philippines (PARI) | 2× Bạch kim      | 30.000*                       |
| Bồ Đào Nha (AFP) | Bạch kim         | 15.000^                       |
| Singapore (RIAS) | 2× Bạch kim      | 20.000*                       |
| Tây Ban Nha (PROMUSICAE) | Bạch kim         | 40.000^                       |
| Thụy Điển (GLF) | Bạch kim         | 40.000‡                       |
| Thụy Sĩ (IFPI) | Bạch kim         | 30.000^                       |
| Anh Quốc (BPI) | 3× Bạch kim      | 987,854                       |
| Hoa Kỳ (RIAA) | 6× Bạch kim      | 6.000.000‡                    |
| Tổng hợp |                  |                               |
| Châu Âu (IFPI) | Bạch kim         | 1.000.000*                    |
| * Chứng nhận dựa theo doanh số tiêu thụ. ^ Chứng nhận dựa theo doanh số nhập hàng. ‡ Chứng nhận dựa theo doanh số tiêu thụ và phát trực tuyến. |                  |                               |